# Campeonato Europeo de Lucha de 1985
El XXXVII Campeonato Europeo de Lucha se celebró en Leipzig (RDA) en el año 1985 bajo la organización de la Federación Internacional de Luchas Asociadas (FILA) y la Federación de Lucha de Alemania Oriental.

## Resultados

### Lucha grecorromana
| Evento | Oro                      | Plata                       | Bronce                     |
| ------ | ------------------------ | --------------------------- | -------------------------- |
| 48 kg  | Bratan Tsenov Bulgaria   | Bernd Scherer RFA           | Temo Kasarashvili URSS     |
| 52 kg  | Roman Kierpacz · Polonia | Minseit Tazetdinov URSS     | Valentin Krumov Bulgaria   |
| 57 kg  | Oganes Arutunian URSS    | Nicolae Zamfir Rumania      | Benni Ljungbeck · Suecia   |
| 62 kg  | Kamandar Madzhidov URSS  | Bogusław Klozik · Polonia   | Árpád Sipos · Hungría      |
| 68 kg  | Mijail Prokudin URSS     | Ștefan Negrișan Rumania     | Stanisław Barej · Polonia  |
| 74 kg  | Ştefan Rusu Rumania      | Borislav Velichkov Bulgaria | Mijail Mamiashvili URSS    |
| 82 kg  | Abdulbasir Battalov URSS | Tibor Komáromi · Hungría    | Sorin Herțea Rumania       |
| 90 kg  | Igor Kanyguin URSS       | Ilie Matei Rumania          | Toni Hannula · Finlandia   |
| 100 kg | Anatoli Fedorenko URSS   | Ilia Vasilev Bulgaria       | Dušan Masár Checoslovaquia |
| 130 kg | Igor Rostorotski URSS    | Ranguel Guerovski Bulgaria  | Sławomir Luto · Polonia    |

## Medallero
| Núm. | País           | Oro | Plata | Bronce | Total |
| ---- | -------------- | --- | ----- | ------ | ----- |
| 1    | URSS           | 14  | 2     | 4      | 20    |
| 2    | Bulgaria       | 3   | 5     | 3      | 11    |
| 3    | Rumania        | 1   | 4     | 2      | 7     |
| 4    | RDA            | 1   | 3     | 1      | 5     |
| 5    | Polonia        | 1   | 2     | 3      | 6     |
| 6    | Turquía        | 0   | 1     | 2      | 3     |
| 7    | Hungría        | 0   | 1     | 1      | 2     |
| 7    | RFA            | 0   | 1     | 1      | 2     |
| 9    | Yugoslavia     | 0   | 1     | 0      | 1     |
| 10   | Checoslovaquia | 0   | 0     | 1      | 1     |
| 10   | Finlandia      | 0   | 0     | 1      | 1     |
| 10   | Suecia         | 0   | 0     | 1      | 1     |
|      | TOTAL          | 20  | 20    | 20     | 60    |